# Myrcia doniana
Myrcia doniana är en myrtenväxtart som beskrevs av Otto Karl Berg. Myrcia doniana ingår i släktet Myrcia och familjen myrtenväxter. Inga underarter finns listade i Catalogue of Life.